# Дялу-Бажулуй
Дялу-Бажулуй (рум. Dealu Bajului) — село у повіті Алба в Румунії. Входить до складу комуни Арієшень.
Село розташоване на відстані 342 км на північний захід від Бухареста, 74 км на північний захід від Алба-Юлії, 72 км на південний захід від Клуж-Напоки, 142 км на північний схід від Тімішоари.

## Населення
За даними перепису населення 2002 року у селі проживали 169 осіб, усі — румуни. Усі жителі села рідною мовою назвали румунську.